# Alto Garona
O Alto Garona (em francês Haute-Garonne) é um departamento da França localizado na região da Occitânia. Sua capital é a cidade de Toulouse.